# 1982 chez Disney
L'année 1982 au sein de la société Walt Disney Productions est marquée l'ouverture du parc EPCOT Center qui éclipse en partie les problèmes du pôle cinématographique. Hormis de rares productions, l'entreprise réutilise son catalogue avec des ressorties en salles, des sorties en vidéocassettes ou des compilations à la télévision.
De son côté, ABC entre au capital d'ESPN à hauteur de 10 %.

## Résumé
L'entreprise Disney est toujours en difficulté durant l'année 1982 malgré des projets prometteurs. Le principe d'utiliser son catalogue, de ressortir les films en salles ou de les éditer sur support vidéo atteint un niveau élevé.

### Productions cinématographiques
Le studio prévoit la sortie de deux films prometteurs Tron et Tex. Du côté des courts métrages d'animation, dont la production est très sporadique, on peut noter la sortie de Vincent, un film d'animation en volume d'un jeune animateur nommé Tim Burton et Fun with Mr. Future de Darrell Van Citters. Le studio a lancé la production du long métrage d'animation Taram et le Chaudron magique (1985). D'après Charles Solomon, le studio relance l'idée d'une suite de Fantasia (1940) intitulée Musicana incluant un morceau avec Mickey basé sur le conte Le Rossignol et l'Empereur de Chine d'Andersen et la musique Le Rossignol d'Igor Stravinsky,. Mais ce projet est abandonné au profit du court métrage Le Noël de Mickey (1983) et aucune des idées de ce projet n'a été reprise dans Fantasia 2000 (1999),.
John Musker et Ron Clements quittent la production de Taram et le Chaudron magique et débutent le développement de Basil, détective privé (1986).
Le studio poursuit ses ressorties en salles avec pas moins de quatre longs métrages d'animation Robin des Bois (1973), Bambi (1942), Peter Pan (1953) et Fantasia (1940),.
Mark Arnold indique qu'en 1982, la direction de Disney est obsédée par le succès de la production film à très faible budget Porky's, un film érotique torride style que le studio se refuse à faire. Arnold mentionne plusieurs autres films que le studio aurait pu produire. E.T., l'extra-terrestre de Steven Spielberg en fait partie mais Card Walker et Ron Miller aurait fait supprimer au montage l'assertion de Michael, frère d'Elliot, qui qualifie ses propos de penis breath (« souffle de penis »). Une autre production est La Maison du lac (1981), pour laquelle le studio n'a pas pris compte du potentiel de Katharine Hepburn, Henry et Jane Fonda. De même, un certain Michael Eisner (pdg de Disney à partir de 1984) s'est beaucoup investi au sein du studio Paramount Pictures pour obtenir le succès de Star Trek 2 : La Colère de Khan (1982). Dans l'animation, c'est l'ancien animateur Disney devenu concurrent Don Bluth qui réalise Brisby et le Secret de NIMH mais le succès n'est pas celui envisagé
Le New York Times mentionne des pertes de 27 millions d'USD pour l'année 1982. Toutefois le quotidien cumule les mauvais résultats des films Les Yeux de la forêt (1981), un film à suspense surnaturel, La Nuit de l'évasion (1981), une échappée en ballon depuis l'Allemagne de l'Est et Tron (1982).
Sur le marché des vidéos, le contrat avec Fotomat s'interrompt en mars 1982, avec l'arrêt de son service de location au profit d'un service de vente par correspondance en raison du développement du marché des vidéo-clubs. Mais la liste des productions éditées en vidéos est assez longue, Arnold mentionne Darby O'Gill et les Farfadets (1959), Alice au pays des merveilles (1951), Pollyanna (1960), Le Nouvel Amour de Coccinelle (1974), Signé Zorro (1958), Un vendredi dingue, dingue, dingue (1976), Le Cheval de Justin Morgan (téléfilm de 1972), The One and Only, Genuine, Original Family Band (1968) et A Tale of Two Critters (1977).

### Productions télévisuelles
Pour l'émission Walt Disney sur CBS, Walt Disney Television produit plusieurs films et émissions listés ci-dessous. Mais ces productions annoncées comme originales qui s'intercalent entre des rediffusions de films sont souvent des remakes de films, des compilations de courts métrages d'animation ou au mieux des extensions de franchise. Mark Arnold note seulement deux productions vraiment originales mais en dehors de l'émission d'anthologie Computers are People, Too! et A Dream Called Walt Disney World, chacun durant 30 minutes.
- Tales of the Apple Dumpling Gang, un pilote pour la série Gun Shy faisant partie de la franchise du Gang des chaussons aux pommes
- Donald and José, Olé! inspiré des Trois Caballeros
- A Disney Valentine, une compilation de courts métrages
- Beyond Witch Mountain (en), pilote pour une série annulée basée sur La Montagne ensorcelée (1975)
- Pluto and His Friends, une compilation de courts métrages
- EPCOT Center: The Opening Celebration pour l'ouverture du parc à thème
- Disney's Halloween Treat	, une compilation de courts métrages
- A Disney Christmas Gift, une compilation de courts métrages
- Winnie the Pooh and Friends, une compilation de courts métrages

Comme on peut le voir, le studio s'essaye aux séries télévisées au format six épisodes d'une demi-heure chacun mais aucune n'a obtenu de succès. Le studio lance la production de Détective Small et monsieur Frye (1983), Gun Shy et Zorro et fils (1983). Pour Zorro et fils, le studio demande à Guy Williams de sortir de sa retraite, il accepte d'abord mais refuse quand il découvre le format comique, voir parodique de la série.

### Parcs à thèmes et loisirs

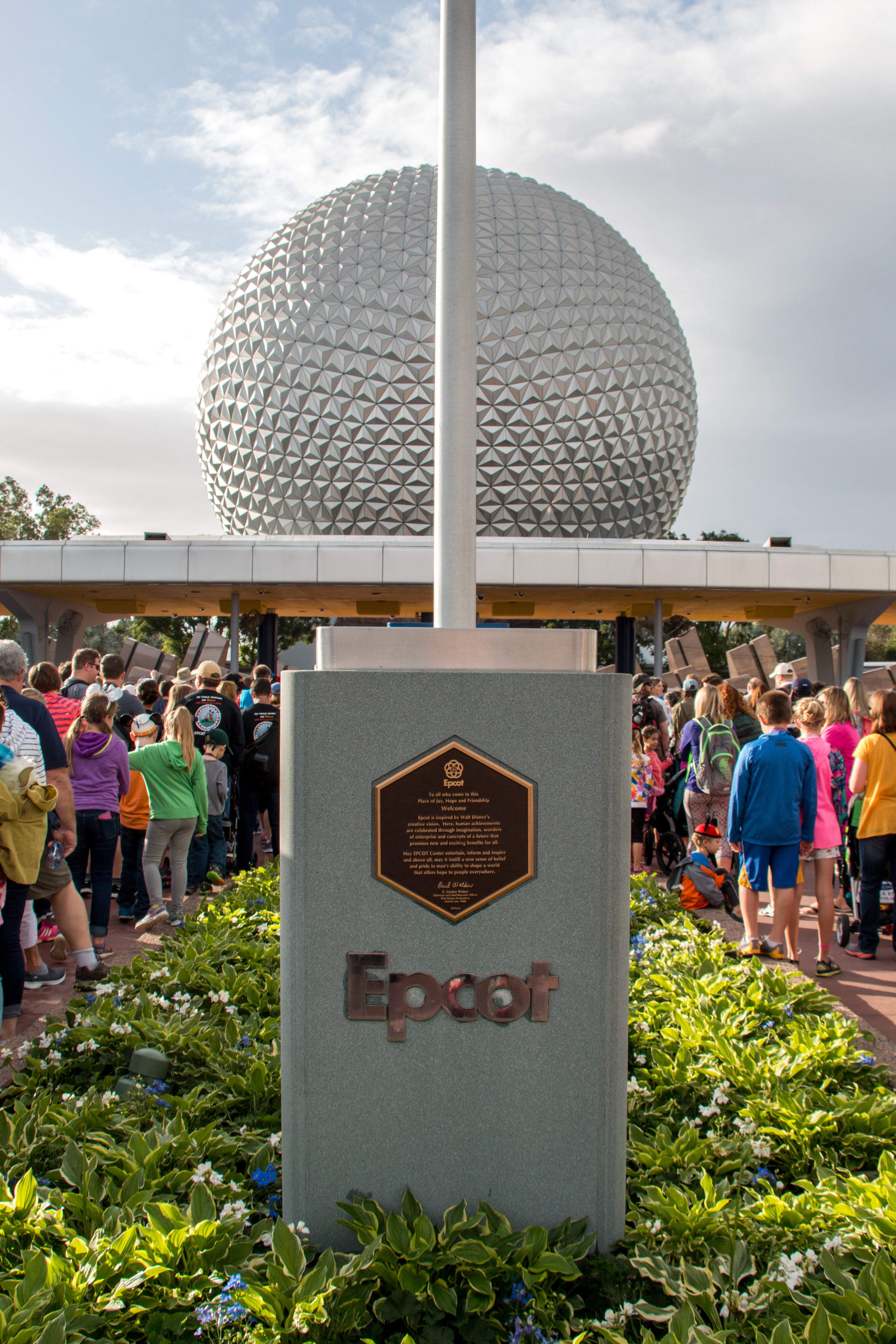
Entrée du parc EPCOT Center.

Le plus important événement de 1982 est l'ouverture du parc EPCOT Center au sein de Walt Disney World en Floride, sur le concept d'une foire internationale et non plus le projet de ville parfait voulu par Walt Disney. Pour Arnold, les puristes ont crié contre ce choix reniant la volonté du fondateur mort en 1966 mais pour le reste des gens c'est une avancée avec un concept novateur. Le parc Magic Kingdom est souvent considéré comme une déclinaison du Disneyland californien avec plus d'arbres et de terrains autour. Les visiteurs du Magic Kingdom réutilisent le système de carnet de tickets durant l'été 1982. L'attraction Hall of Presidents est modifiée pour inclure Ronald Reagan récemment nommé président des États-Unis.
À Disneyland, le stand de tir Big Game Safari Shooting Gallery ferme ses portes ainsi que le Chicken of the Sea Pirate Ship. Cette réplique de bateau pirate devait être sauvegardée de la démolition et replacée dans le nouveau Fantasyland de 1983, mais après 25 ans dans l'eau le bois était trop abîmé,,. L'idée a été reprise pour le parc Disneyland Paris ouvert en 1992. Un autre arrêt est celui du spectacle original Golden Horseshoe Revue avec Wally Boag présenté depuis 1955 même si le spectacle a perduré jusqu'en 1986 avec d'autres acteurs.
La première convention Disneyana (en) est organisée en août 1982 à Anaheim, associée à la publication du magazine The Disneyana Collector.

### Autres médias
Dans la collection de disques narrés Disney Storyteller, des productions non Disney font leur apparitions comme Dark Crystal et E.T., l'extra-terrestre.
La société Western Publishing publie ses comics sous le label Whitman Comics. Un one-shot est publié sur Cendrillon (1950).
Publications Whitman Comics
- Donald Duck
- Mickey Mouse
- Uncle Scrooge
- Walt Disney's Comics and Stories
- Huey, Duey, Louie Junior Woodchunks
- Super Goof
- Chip'n Dale
- Daisy and Donald
- Winnie the Pooh

Du côté des ouvrages d'art ou de références, Mark Arnold mentionne :
- Treasures of Disney Animation de John Canemaker
- Walt Disney's World of Fantasy d'Adrian Bailey
- Walt Disney's Fantasia de John Culhane

### Futures filiales
American Broadcasting Company s'intéresse à la jeune chaîne sportive ESPN et investit 20 millions d'USD pour acquérir 10 % du capital. Cet achat démontre l'émergence d'un nouveau marché celui des chaînes câblées à thème. Cet achat offre la possibilité d'acheter d'autres parts d'ESPN jusqu'à 49 % sous certaines conditions. L'une d'elles était l'achat d'au moins 10 % des parts de Getty Oil avant le lundi 2 janvier 1984. Cette option sera exercée et ABC achètera 80 % d'ESPN en juin 1984.

## Événements

### Février
- 5 février 1982, Sortie du film La Nuit de l'évasion (Night Crossing) aux États-Unis[13],[14]

### Mars
- 26 mars 1982, Ressortie du film Robin des Bois (1973) aux États-Unis[15].

### Avril
- 2 avril 1982, Ressortie du film Fantasia (1940) aux États-Unis[16].

### Juin
- 4 juin 1982, Ressortie du film Bambi (1942) aux États-Unis[17].

### Juillet
- 9 juillet 1982, Sortie du film Tron aux États-Unis[13],[18]
- 30 juillet 1982, Sortie du film Tex aux États-Unis[19],[20]

### Août
- 9 août 1982, American Broadcasting Company achète 10 % d'ESPN pour 20 millions d'USD[10]

### Octobre
- 1er octobre 1982, 
  - présentation du court métrage d'animation Vincent de Tim Burton au Festival international du film de Chicago[21]
  - Ouverture du parc Epcot au Walt Disney World Resort[22]
- 27 octobre 1982, 
  - Diffusion sur CBS de la cérémonie d'ouverture d'EPCOT Center, EPCOT Center: The Opening Celebration[23]
  - Sortie du film Fun with Mr. Future à Los Angeles

### Décembre
- 17 décembre 1982, Ressortie du film Peter Pan (1953) aux États-Unis[24].